# Interstate 77 (Caroline du Nord)
Cet article traite d'une section intra-État de l'autoroute. Pour l'article traitant de l’autoroute au complet, référez-vous à Interstate 77.
L'Interstate 77 en Caroline du Nord est un segment de l'Interstate 77, autoroute inter-États nord-sud située dans l'Est du pays. Au cours de sa traversée du pays, elle traverse cinq États, en reliant Columbia, en Caroline du Sud, à Cleveland, en Ohio. 
Dans l'État de la Caroline du Nord, elle suit essentiellement le tracé formé par la U.S. Route 21 dans l'Ouest de l'État, dans un axe nord-sud entre la Caroline du Sud et la Virginie. Elle traverse Charlotte, la plus grande ville de l'État, entièrement du nord au sud, puis relie les banlieues nord de la ville aux zones forestières du Nord-Ouest de l'État et le piedmont des Appalaches, à l'Ouest de Winston-Salem. L'Interstate 77 possède une longueur de 171 kilomètres dans l'État (106 miles),.

## Tracé

### Charlotte et ses environs
L'Interstate 77 en Caroline du Nord débute à la frontière avec la Caroline du Nord, environ à mi-chemin entre Rock Hill et Charlotte. La ville de Columbia est située 80 miles (129 km) au Sud de la frontière. L'I-77 commence par se diriger vers le Nord-Nord-Est en traversant le territoire sururbain de Charlotte, croise l'autoroute périphérique de la ville (l'Interstate 485), puis continue sa route vers le Nord en étant le principal axe nord-sud de circulation du grand Charlotte. Au mile 10, elle passe juste à l'Ouest du centre-ville, croise l'autoroute connetrice au centre-ville (l'Interstate 277 à deux reprises sous de larges échangeurs impliquant la croisée des U.S. Route 29 et 74. Deux miles (3,2 km) au Nord de cette jonction, un imposant échangeur entre les Interstates 77 et 85 est présent, connectant aux autres villes principales de l'État, notamment Durham et Greensboro, ainsi qu'Atlanta.
Au Nord de cet échangeur, l'Interstate 77 demeure une autoroute importante connectant aux banlieues Nord de Charlotte. Au mile 21, elle croise à nouveau l'Interstate 485, puis quitte finalement les limites de la ville qu'elle a traversé sur une distance de 22 miles (35 km). Pour les 15 prochaines miles (24 km), soit jusqu'au mile 36, l'autoroute passe à l'Ouest des villes banlieues de Huntersville, Cornelius, Davidson et Mooresville, près des berges du lac Norman. De ce fait, elle quitte la grande agglomération de Charlotte à ce point.

### Piedmont et Nord-Ouest de l'État
À partir du mile 36, l'autoroute débute sa lente ascension des Appalaches, dans une zone principalement forestière. L'autoroute quitte le grand Charlotte en se dirigeant franc Nord, suit de près le tracé de la U.S. Route 21 qui peut lui servir d'alternative en cas de fermeture importante. Près du mile 50, elle passe à l'Est de la ville de Statesville, et croise l'Interstate 40 qui permet de relier la région à Winston-Salem, Asheville et le Tennessee. L'I-77 conserve son orientation vers le Nord en continuant de grimper en altitude, passant dans une région isolée jusqu'au mile 73, où elle croise la U.S. Route 421 en s'approchant de la ville de Elkin. L'autoroute contourne par la suite cette ville à l'Est, et se sépare de la US-21 qui emprunte un tracé davantage vers le Nord-Ouest. Pour les 20 derniers miles (32 km) dans l'État, la 77 se dirige vers le Nord-Nord-Est en passant dans une zone isolée et très forestière. Au mile 101, à l'Ouest de la ville de Mount Airy, l'Interstate 74 croise l'I-77. Il s'agit du terminus Ouest (davantage Nord) de cette section de l'I-74, étant inachevée entre ce point et Cincinnati. Officiellement, cependant, les deux autoroutes forment un chevauchement jusqu'à la frontière avec la Virginie, où l'I-74 prend fin et la I-77 prend le relais vers le Nord, vers Wytheville et l'Interstate 81.

## Historique
Dans le plan initial de la construction du réseau des autoroutes inter-États américaines, l'Interstate 77 ne figurait pas sur les plans. C'est en 1957 que l'autoroute fit son apparition dans les plans, notamment de connecter Charlotte à un point au Nord à la frontière avec la Virginie près d'Elkin. Il fut cependant décidé de dévier l'autoroute un peu plus à l'Est près de la frontière avec la Virginie, pour davantage desservir Mount Airy. 

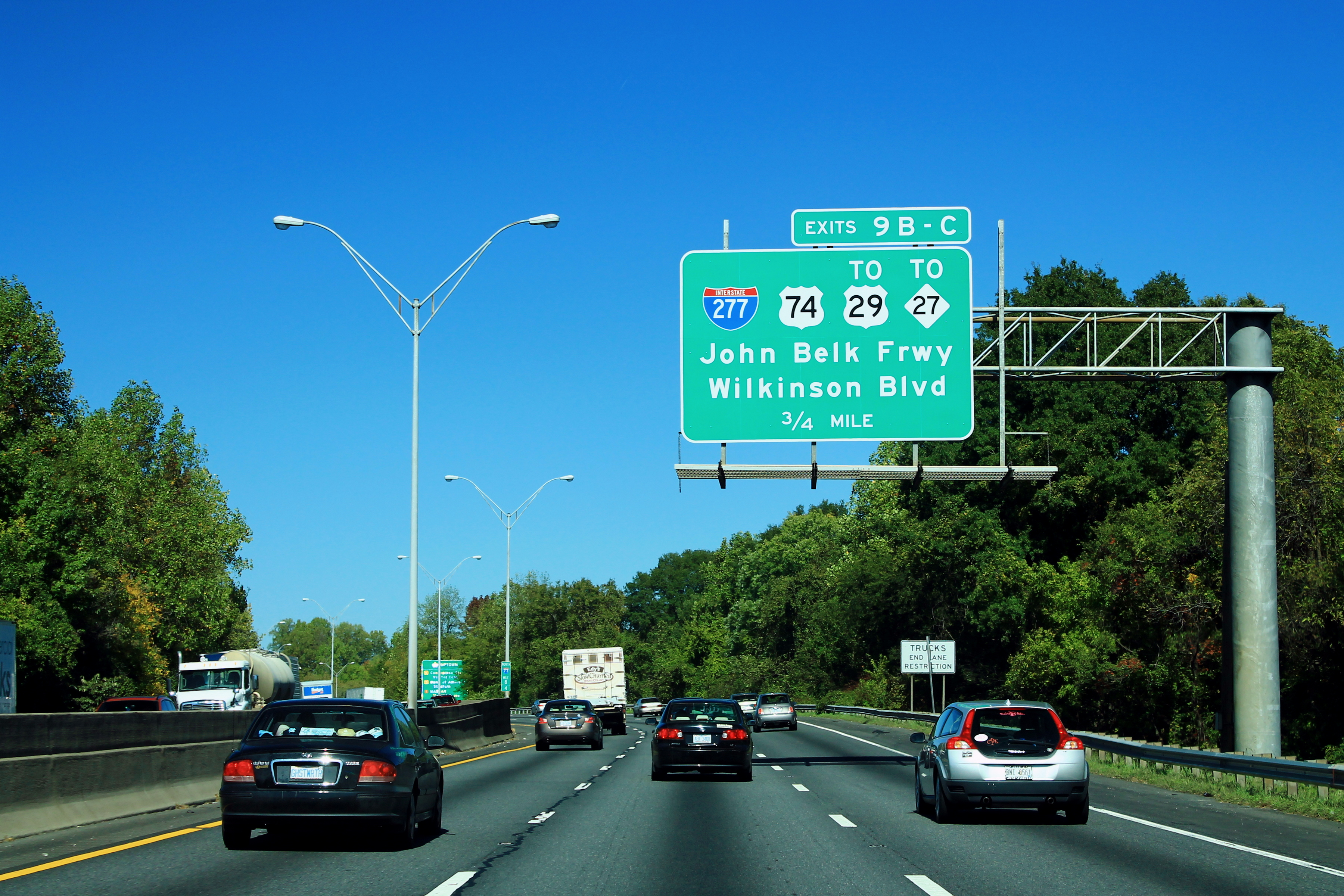
L'Interstate 77 direction Nord, au Sud-Ouest du centre-ville de Charlotte près de l'échangeur avec l'Interstate 277.

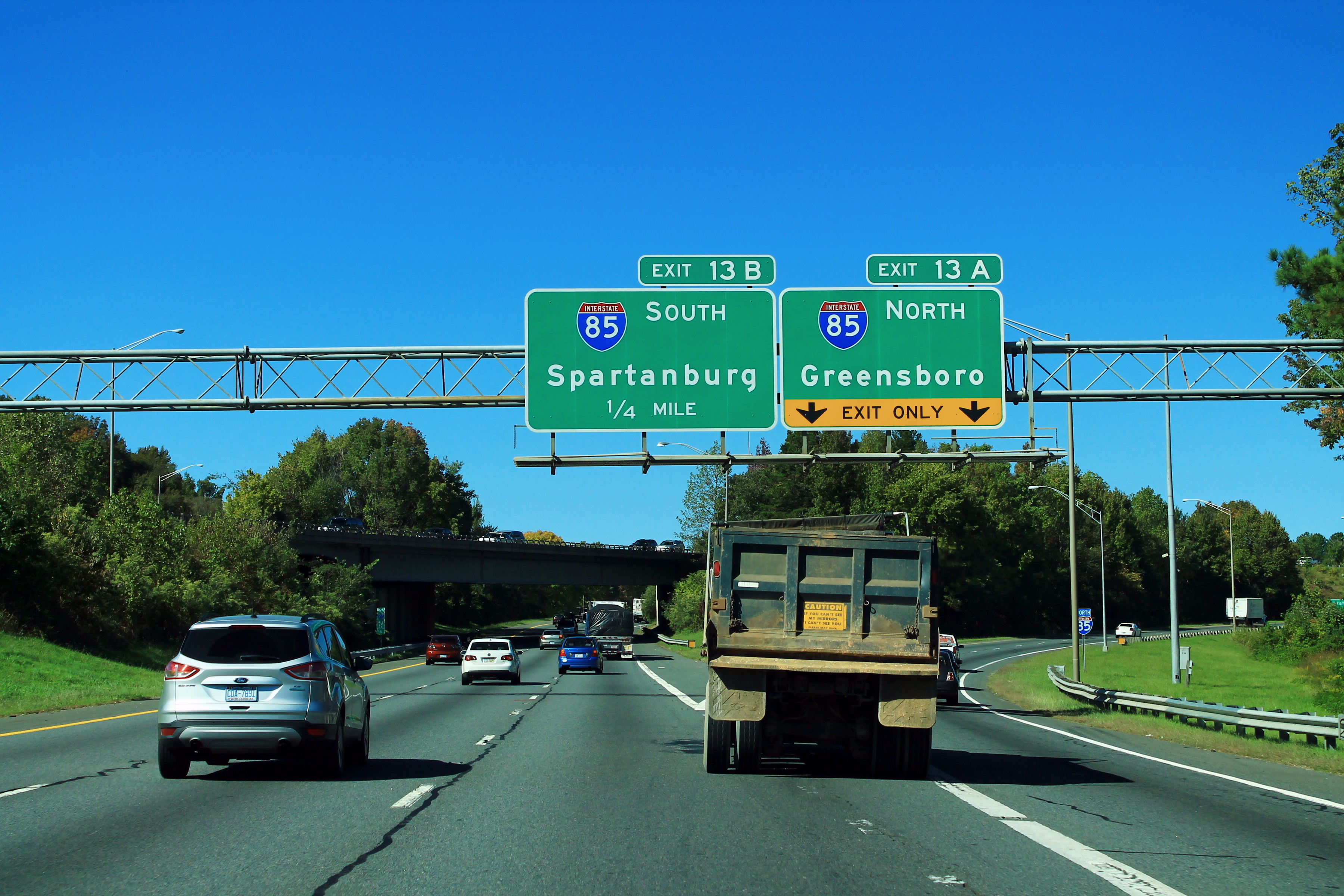
À l'approche de l'échangeur entre les Interstates 77 et 85, au Nord de Charlotte.

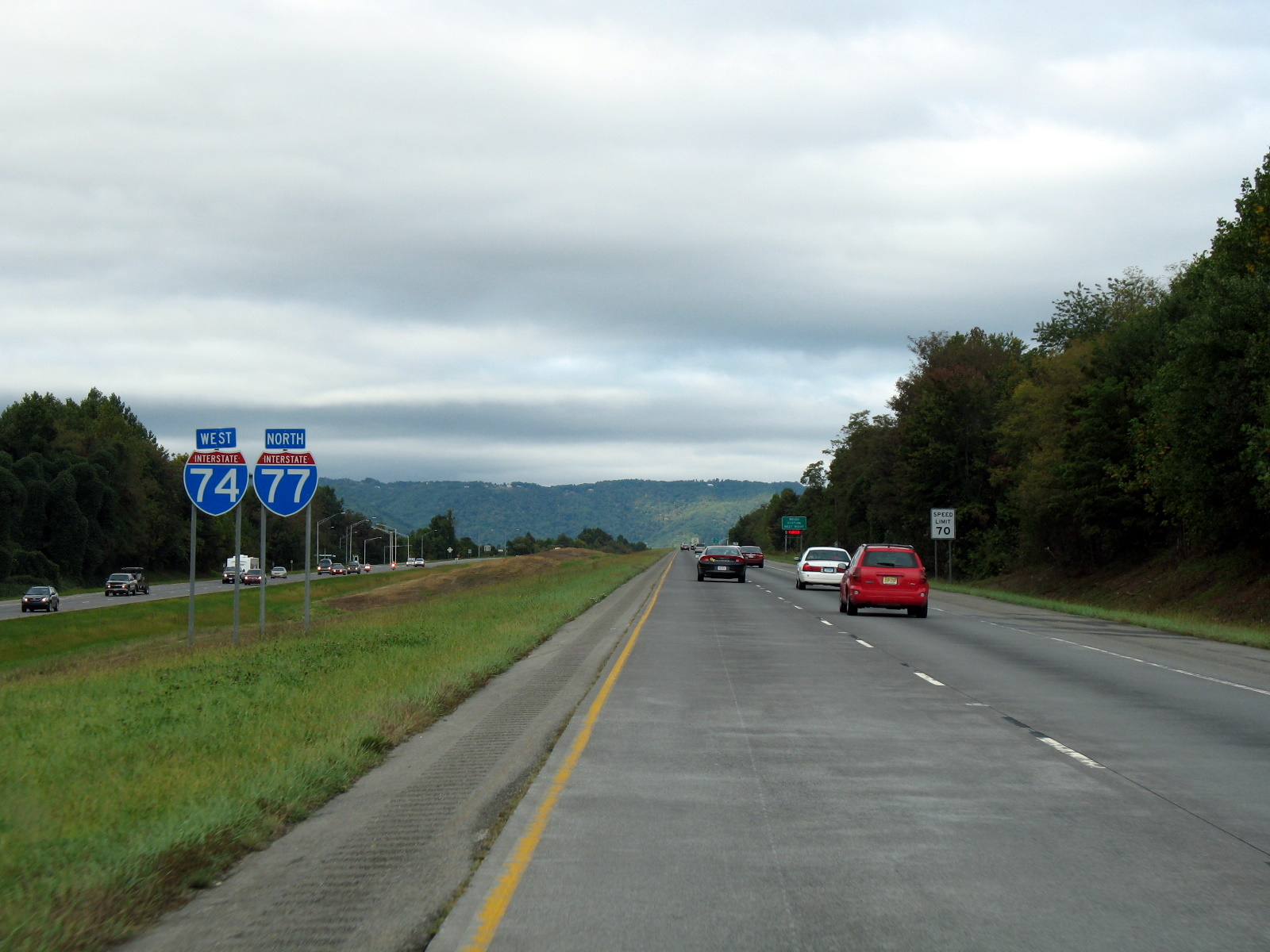
Le chevauchement entre les Interstates 74 Ouest et 77 Nord, près de la frontière avec la Virginie.

La construction débuta dans les années 1960, et en 1964, une courte extension de 2 miles (3,2 km) a été approuvée, pour davantage connecter le centre-ville de Charlotte, à la hauteur de la U.S. Route 74. Vers la fin des années 1960, une autre extension fut approuvée vers le Sud, jusqu'à la frontière avec la Caroline du Sud, en déplaçant la U.S. Route 21 des rues locales à l'autoroute. L'autoroute ouvrit par phases entre 1965 et 1968 du Nord au Sud, couvrant la plupart du tracé dans le centre de l'État. En 1972, l'autoroute était ouverte entre les miles 28 et 73 entre les banlieues nord de Charlotte et Elkin. En 1975, l'autoroute a été complétée entre le centre-ville de Charlotte et le mile 28, tandis que la section entre Elkin et la frontière avec la Virginie vit le jour en 1977. 
 En avril 2001, l'Interstate 74 a été annexée au tracé de l'I-77 entre la sortie 101 et la frontière avec la Virginie. Des voies express pour les véhicules à occupation multiple ont ouvert en 2004 au Nord de Charlotte, jusqu'à l'Interstate 485. Dès 2015, il était planifié de poursuivre le tracé de ces voies vers le Nord, et le département des transports de l'État a signé un contrat pour débuter la construction et pour éventuellement gérer ces voies. Le tout fut complété en 2019 jusqu'à Mooresville. 
 En 2018, une nouvelle aire de repos avec services limité a été construite dans l'espace central de l'autoroute au mile 58, au Nord de Statesville, pour remplacer certaines aires de repos datant de 1972 le long du tracé de l'autoroute, qui furent par la suite fermées. Le projet a coûté 15 millions de $ USD.

## Futur
En date de 2022, il est prévu de poursuivre les voies express dans l'agglomération de Charlotte vers le Sud, sans ajouter des voies à l'emprise de l'Interstate 77. Le coût du projet est estimé à 16,5 millions de $ USD. Un autre projet est en cours, pour transformer l'échangeur entre les Interstates 77 et 40 à Statesville, au coût prévu de 251 millions de $ USD.

## Disposition des voies
Lors de son approche sud de Charlotte, l'autoroute comporte essentiellement 6 voies (3-3), mais plus de voies sont présentes à l'approche d'échangeurs importants. Entre les miles 10 et 12, à l'Ouest du centre-ville de Charlotte, l'autoroute comporte entre 8 et 10 voies (4-4 et 5-5), jusqu'à l'échangeur avec l'I-85. Entre les miles 12 et 34, au Nord de Charlotte, l'I-77 comprend un réseau de voies rapides (express) pour les véhicules à plus de trois occupants, séparées des voies normales par des lignes pleines et des barrières dans l'espace central. Certains des échangeurs importants ont des connexions avec les voies express. L'I-77 possède, par le fait même, 10 voies (5-5, dont 2-2 express) jusqu'au mile 25 près de Cornelius, puis est rétrogradée à une autoroute comportant 6 à 8 voies (3-3 dont 1-1 express ou 4-4 dont 2-2 express) jusqu'au mile 34, près de Mooresville, où les voies express se terminent et l'autoroute tombe subitement à une autoroute typique à 4 voies (2-2). Excepté une courte section à Statesville, à l'approche de l'Interstate 40 (cette section étant en construction), l'Interstate 77 possède 4 voies (2-2) jusqu'à la frontiêre avec la Virginie par la suite.

## Aires de service
Aux abords des frontières de l'État, des centres d'information touristique avec services sont présents en entrant en Caroline du Nord. Dans l'État, deux aires de repos avec services limités sont présents, soit au mile 40 au Nord de Mooresville, et au mile 58 au Nord de Statesville.

## Autoroute auxiliaire
- L'Interstate 277 est une courte autoroute en forme de boucle partielle formant une connexion entre l'Interstate 77 et le centre-ville de Charlotte[3].

## Liste des échangeurs
| Liste des échangeurs de l'Interstate 77 en Caroline du Nord                | Liste des échangeurs de l'Interstate 77 en Caroline du Nord | Liste des échangeurs de l'Interstate 77 en Caroline du Nord | Liste des échangeurs de l'Interstate 77 en Caroline du Nord                | Liste des échangeurs de l'Interstate 77 en Caroline du Nord                                                                       | Liste des échangeurs de l'Interstate 77 en Caroline du Nord |
| Emplacement                                                                | Mile                                                        | km                                                          | #                                                                          | Intersection/Destinations | Notes |
| -------------------------------------------------------------------------- | ----------------------------------------------------------- | ----------------------------------------------------------- | -------------------------------------------------------------------------- | --- | --- |
| Frontière Caroline du Sud–Caroline du Nord                                 | 0,0                                                         | 0,0                                                         | I-77 sud, US-21 sud – Rock Hill (SC), Columbia (SC)                        | I-77 sud, US-21 sud – Rock Hill (SC), Columbia (SC)                                                                               | Extrémité sud de l'Interstate 77 en Caroline du Nord; Chevauchement avec la US-21, qui se poursuit en Caroline du Sud                                                             |
| Charlotte                                                                  | 0,9                                                         | 1,4                                                         | 1A                                                                         | Westinghouse Blvd. | |
| Charlotte                                                                  | 1,8                                                         | 2,9                                                         | 1B                                                                         | I-485 (Autoroute de contournement de Charlotte) – Pineville, Huntersville, Monroe, Indian Trail                                   | Sortie 67 de l'I-485 |
| Charlotte                                                                  | 2,8                                                         | 4,5                                                         | 3                                                                          | Arrowood Rd., vers Hebron St. et Brown Grier Rd.                                                                                  | |
| Charlotte                                                                  | 3,7                                                         | 6,0                                                         | 4                                                                          | Nations Ford Rd., vers Archdale Dr.                                                                                               | |
| Charlotte                                                                  | 4,8                                                         | 7,7                                                         | 5                                                                          | Tyvola Rd. | |
| Charlotte                                                                  | 6,0                                                         | 9,7                                                         | 6A                                                                         | Woodlawn Rd. S. (Route 4 de Charlotte Est)                                                                                        | Vers les universités Queens et Pfeiffer |
| Charlotte                                                                  | 6,2                                                         | 10,0                                                        | 6B                                                                         | NC-49 (S. Tryon St.) Billy Graham Pkwy. (Route 4 de Charlotte Ouest) – Aéroport international Charlotte-Douglas                   | Principal accès à l'aéroport en direction nord |
| Charlotte                                                                  | 7,3                                                         | 11,7                                                        | 7                                                                          | Clanton Rd. | Vers NC-49 |
| Charlotte                                                                  | 8,3                                                         | 13,4                                                        | 8                                                                          | Remount Rd. | Vers NC-160; Sortie direction nord et entrée direction sud seulement |
| Charlotte                                                                  | 9,0                                                         | 14,5                                                        | 9A                                                                         | NC-160 (West Blvd.) | Sortie direction sud et entrée direction nord seulement |
| Charlotte                                                                  | 9,4                                                         | 15,1                                                        | 9B                                                                         | I-277 nord, US-74 est (John Belk Frwy.) – Charlotte Centre-Ville                                                                  | Sorties 1BC de l'I-277; Extrémité sud de l'I-277; Principal accès au centre-ville de Charlotte en direction nord                                                                  |
| Charlotte                                                                  | 9,5                                                         | 15,3                                                        | 9C                                                                         | US-74 ouest (Wilkinson Blvd.), vers US-29 et NC-27 – Belmont                                                                      | Sorties 1BC de la US-74; US-29 et NC-27 seulement signalisés en direction sud |
| Charlotte                                                                  | 9,9                                                         | 15,9                                                        | 10A                                                                        | US-29 et NC-27 (Morehead St.) – Belmont                                                                                           | Sortie direction sud et entrée direction nord seulement |
| Charlotte                                                                  | 10,4                                                        | 16,7                                                        | 10BC                                                                       | Trade St., 5th St. | Sortie numérotée 10B vers l'Est et 10C vers l'Ouest |
| Charlotte                                                                  | 11,0–11,2                                                   | 17,7–18,0                                                   | 11AB                                                                       | I-277 sud, NC-16 (Brookshire Frwy.) – Charlotte Centre-Ville                                                                      | Sorties 5AB de l'I-277/NC-16; Terminus nord de l'I-277; Sortie numérotée 11A vers l'Est (I-277) et 11B vers l'Ouest (NC-16 nord)                                                  |
| Charlotte                                                                  | 11,5                                                        | 18,5                                                        | Début des voies express direction nord Fin des voies express direction sud | Début des voies express direction nord Fin des voies express direction sud                                                        | Voies à péage pour les véhicules ayant plus de 3 occupants (HOV3+) |
| Charlotte                                                                  | 12,4                                                        | 20,0                                                        | 12                                                                         | Lasalle St., Atando Ave. | |
| Charlotte                                                                  | 13,3                                                        | 21,4                                                        | 13AB                                                                       | I-85 – Greensboro, Spartanburg (SC), Atlanta (GA), Raleigh, Aéroport international Charlotte-Douglas                              | Sortie 13A vers l'Est (Greensboro) et 13B vers l'Ouest (Spartanburg); Sortie 38 de l'I-85; Principal accès à l'aéroport direction sud                                             |
| Charlotte                                                                  | 15,8                                                        | 25,4                                                        | 16AB                                                                       | US-21 (Sunset Rd.), vers NC-115                                                                                                   | Vers Statesville Rd.; Extrémité nord du chevauchement avec la US-21; Vers Metrolina Tradeshow Expo et Carolina Raptor Center; Sortie numérotée 16A vers l'Est et 16B vers l'Ouest |
| Charlotte                                                                  | 17,5                                                        | 28,1                                                        | –                                                                          | Lakeview Rd. | Échangeur seulement pour les voies express |
| Charlotte                                                                  | 18,6                                                        | 29,9                                                        | 18                                                                         | NC-24 (W. T. Harris Blvd.) | Vers Mall Northlake |
| Huntersville                                                               | 19,7                                                        | 31,7                                                        | 19AB                                                                       | I-485 (Autoroute de contournement de Charlotte), vers I-85 (direction sud) – Pineville, Indian Trail, Matthews, Gastonia, Concord | Sorties 23AB de l'I-485 |
| Huntersville                                                               | 20,8                                                        | 33,5                                                        | –                                                                          | Hambright Rd. | Échangeur pour les voies express seulement |
| Huntersville                                                               | 23,0                                                        | 37,0                                                        | 23                                                                         | Gilead Rd. – Huntersville | |
| Huntersville                                                               | 25,5                                                        | 41,0                                                        | 25                                                                         | NC-73 – Concord, Huntersville, Lowesville, Caldwell                                                                               | |
| Cornelius                                                                  | 28,3                                                        | 45,5                                                        | 28                                                                         | US-21 sud (Catawba Ave.) – Cornelius, Lake Norman                                                                                 | Extrémité sud du chevauchement avec la US-21 |
| Davidson                                                                   | 29,8                                                        | 48,0                                                        | 30                                                                         | Griffith St. – Davidson | |
| Lake Norman                                                                | 30,5                                                        | 49,1                                                        | Traversée du lac Norman                                                    | Traversée du lac Norman | |
| Mooresville                                                                | 31,7                                                        | 51,0                                                        | 31                                                                         | Langtree Rd. – Mooresville | |
| Mooresville                                                                | 33,3                                                        | 53,6                                                        | 33                                                                         | US-21 nord – Lake Norman, Salisbury, Mount Mourne                                                                                 | Extrémité nord du chevauchement avec la US-21 |
| Mooresville                                                                | 35,0                                                        | 56,3                                                        | 35                                                                         | Brawley School Rd. | |
| Mooresville                                                                | 36,2                                                        | 58,3                                                        | 36                                                                         | NC-150 – Lincolnton | Vers North Carolina Racing Hall of Fame |
| Mooresville                                                                | 38,0                                                        | 61,2                                                        | Début des voies express direction sud Fin des voies express direction nord | Début des voies express direction sud Fin des voies express direction nord                                                        | Voies express à péage pour les véhicules ayant plus de 3 occupants |
| Oswalt                                                                     | 41,8                                                        | 67,3                                                        | 42                                                                         | US-21, NC-115 – Troutman, Mooresville                                                                                             | |
|                                                                            | 45,5                                                        | 73,2                                                        | 45                                                                         | Amity Hill Rd. – Barium Springs                                                                                                   | |
| Statesville                                                                | 48,7                                                        | 78,4                                                        | 49A                                                                        | US-70 (Garner Bagnal Blvd.) – Elmwood, Salisbury                                                                                  | |
| Statesville                                                                | 49,0                                                        | 78,9                                                        | 49B                                                                        | Statesville Centre | |
| Statesville                                                                | 50,1                                                        | 80,6                                                        | 50                                                                         | E. Broad St. – Statesville Centre                                                                                                 | |
| Statesville                                                                | 51,3                                                        | 82,6                                                        | 51AB                                                                       | I-40 – Winston-Salem, Hickory, Asheville, Greensboro, Knoxville (TN)                                                              | Sortie numérotée 51A vers l'Est (Winston-Salem) et 51B vers l'Ouest (Hickory/Asheville); Échangeur en reconstruction; Sortie 152AB de l'I-40                                      |
|                                                                            | 54,0                                                        | 86,9                                                        | 54                                                                         | US-21 – Turnersburg, Harmony, Statesville                                                                                         | |
| 59,0                                                                       | 95,0                                                        | 59                                                          | Tomlin Mill Rd. – Olin, Turnersburg                                        | | |
| 65,5                                                                       | 105,4                                                       | 65                                                          | NC-901 – Harmony, Union Grove                                              | | |
| Brooks Crossroads                                                          | 73,7                                                        | 118,6                                                       | 73AB                                                                       | US-421 – Wilkesboro, Boone, Yadkinville, Lewisville, Winston-Salem                                                                | Sortie numérotée 73A vers l'Est (Winston-Salem) et 73B vers l'Ouest (Boone); Sortie 265 de la US-421                                                                              |
|                                                                            | 79,0                                                        | 127,1                                                       | 79                                                                         | US-21 sud, Business US-21 nord – Brooks Crossroads, Jonesville                                                                    | Extrémité sud du chevauchement avec la US-21 |
| Jonesville                                                                 | 81,9                                                        | 131,8                                                       | 82                                                                         | NC-67 – Jonesville, Boonville, Elkin                                                                                              | |
| Elkin                                                                      | 83,7                                                        | 134,7                                                       | 83                                                                         | US-21 nord – Sparta, Thurmond, Roaring Gap                                                                                        | Extrémité nord du chevauchement avec la US-21; Accès direction sud par la sortie 85                                                                                               |
| Elkin                                                                      | 84,8                                                        | 136,5                                                       | 85                                                                         | NC-268 Bypass, vers US-21 nord – Elkin                                                                                            | |
| Salem Fork                                                                 | 93,2                                                        | 150,0                                                       | 93                                                                         | Dobson, Zephyr | |
| Oak Grove                                                                  | 100,0                                                       | 160,9                                                       | 100                                                                        | NC-89 – Mount Airy, Galax, Beulah                                                                                                 | |
| Pine Ridge                                                                 | 100,8                                                       | 162,2                                                       | 101                                                                        | I-74 est – Mount Airy, Winston-Salem, Greensboro                                                                                  | Extrémité sud du chevauchement avec la I-74; Sortie 5 de l'I-74 |
| Frontière Caroline du Nord–Virginie                                        | 105,7                                                       | 170,1                                                       | I-77 nord – Wytheville (VA), Roanoke (VA)                                  | I-77 nord – Wytheville (VA), Roanoke (VA)                                                                                         | Extrémité nord de l'Interstate 77 en Caroline du Nord; Terminus nord provisoire de la partie Sud-Est de l'Interstate 74                                                           |
| - Échangeur Incomplet - Chevauchement - Pont / Cours d'eau - Voies express |                                                             |                                                             |                                                                            | | |

## Liste des villes traversées
- Charlotte
- Huntersville
- Caldwell
- Cornelius
- Davidson
- Mount Mourne
- Mooresville
- Shepherds
- Oswalt
- Troutman
- Statesville
- Turnersburg
- Union Grove
- Brooks Crossroads
- Marler
- Jonesville
- Elkin
- Zephyr
- Dobson
- Beulah